# Ștefania Stoica
Angela Ștefania Stoica (n. 24 august 2003, Ploiești, România; după alte surse, la Strejnicu) este o jucătoare de handbal din România care evoluează pe postul de intermediar stânga la clubul CS Rapid București și la echipa națională de handbal feminin a României.
În noiembrie 2024, Stoica a fost selecționată la echipa națională de antrenorul Florentin Pera în vederea participării la campionatului european din 2024. La turneul final, ea a jucat în toate cele 7 meciuri ale României și a înscris 17 goluri.

## Carieră
Înainte să joace handbal, Ștefania Stoica a făcut gimnastică, atletism, înot și a mers la cursuri de dansuri. Într-o zi, mama ei a întâlnit la o clinică medicală o echipă de junioare a clubului CSM Ploiești și a fost impresionată de forma fizică a acestora, de comportamentul, echipamentul și aspectul lor sportiv. Întoarsă acasă, ea și-a îndemnat fata să se înscrie la handbal. Stoica a evoluat la secțiile de junioare ale clubului ploieștean până în 2017, avându-i printre antrenori pe Robert Comendant și Daniel Gheorghe.
În vara anului 2017, pe când avea 14 ani, Ștefania Stoica a fost adusă la CSM București de Remus Drăgănescu, la acea vreme director tehnic al secției de handbal. Pentru a o sprijini pe tânăra sportivă, părinții s-au mutat și ei în București, fiind nevoiți să facă naveta până la locurile de muncă din Ploiești. În 2018, Ștefania Stoica a participat la Fun Sport, primul turneu la categoria „junioare 1” din cariera ei. La final a fost desemnată MVP-ul competiției, iar premiul i-a fost acordat chiar de ziua ei, pe 24 august.
Ștefania Stoica a fost chemată la antrenamentele echipei de senioare a CSM București în decembrie 2020, când multe componente ale acesteia lipseau, fiind convocate la echipa națională a României, care evolua la campionatul european din Danemarca. Calitățile tinerei handbaliste au fost remarcate de antrenorul de la acea vreme, Adrian Vasile, iar Remus Drăgănescu a sunat-o după scurtă vreme pentru a o anunța că trebuie să se prezinte constant la antrenamentele primei echipe. Pe 13 ianuarie 2021, handbalista a debutat oficial la echipa de senioare într-un meci din etapa a VII-a împotriva CS Minaur Baia Mare și a înscris primul său gol în Liga Națională. În ianuarie 2022, Stoica și-a prelungit cu doi ani contractul cu CSM București.
Ștefania Stoica a fost componentă a echipelor naționale de cadete (2014-2018), junioare (2018-2019) și tineret (2019-2023) ale României. În 2019 a participat cu lotul de junioare al României la campionatul european, desfășurat în Slovenia. Cu lotul de tineret a luat parte la campionatul european din 2021 și la campionatul mondial din 2022. A fost convocată pentru prima dată la lotul de senioare al României în februarie 2024, pentru calificările la campionatul european din acel an.
În decembrie 2023, motivând că dorește mai multe minute de joc, Ștefania Stoica a semnat un contract cu CS Rapid București.

## Palmares
Club
- Liga Națională:
  - Câștigătoare: 2021, 2023, 2024
  - Locul 2: 2022

- Cupa României:
  -  Câștigătoare: 2022, 2023, 2024

- Supercupa României:
  -  Câștigătoare: 2022, 2023